# Casa Joan Serrahima
La casa Joan Serrahima és un edifici situat als carrers d'en Groc i d'en Gignàs de Barcelona, catalogat com a bé cultural d'interès local.

## Història
El 1850, el picapedrer Joan Serrahima va encarregar-ne el projecte al mestre d'obres Antoni Valls i Galí.

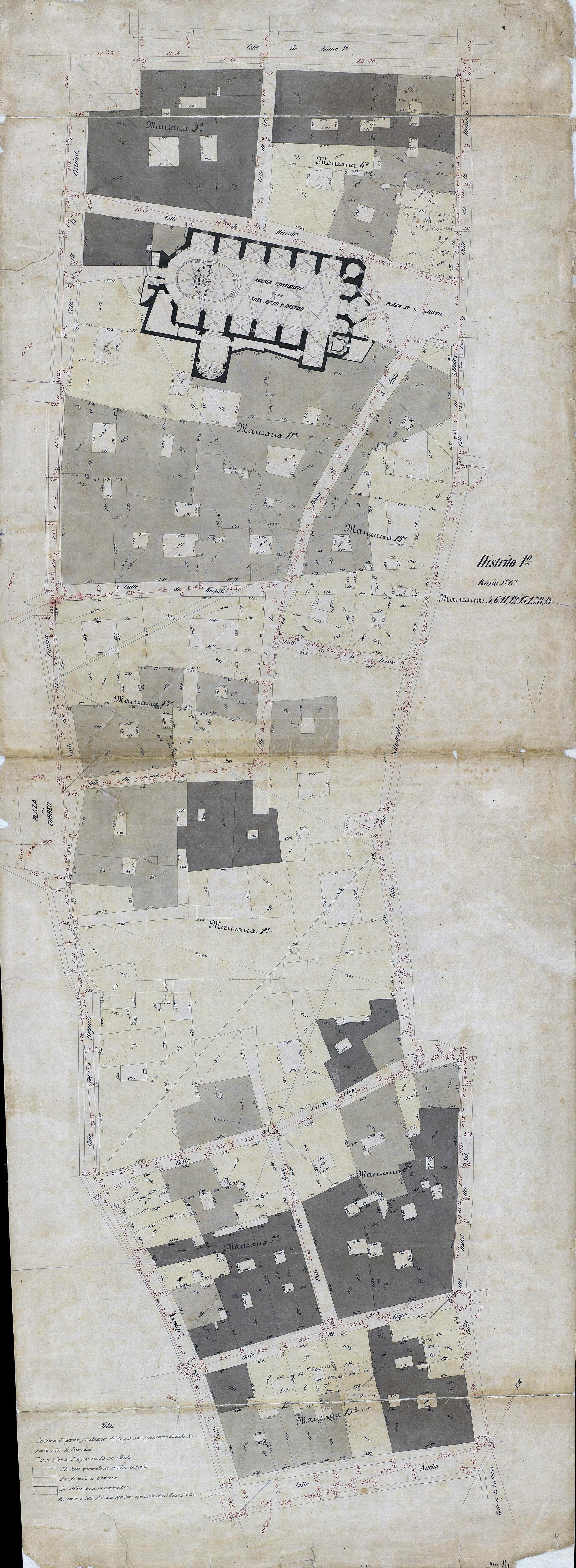
Quarteró núm. 11 de Garriga i Roca (c. 1860)

## Descripció
Edifici de planta baixa i quatre pisos, que destaca pels elements decoratius de la façana realitzats en terracota. Aquests elements són llargs plafons verticals entre el primer i tercer pis, i un de petit al quart, separat dels altres per una imposta. A la façana del carrer d'en Gignàs hi ha un únic plafó que representa l'habitual conjunt de fullatge i garlandes, un medalló el·líptic amb una estrella de vuit puntes a la part de baix i una copa flamejant amb un caduceu al capdamunt. El petit del darrer pis presenta fullatge i una màscara, idèntica a les que decoren l'edifici de la Rambla, 129. Els dos plafons del carrer d'en Groc reprodueixen temes similars però no idèntics.